# Liste der Straßen in Essen-Altenessen

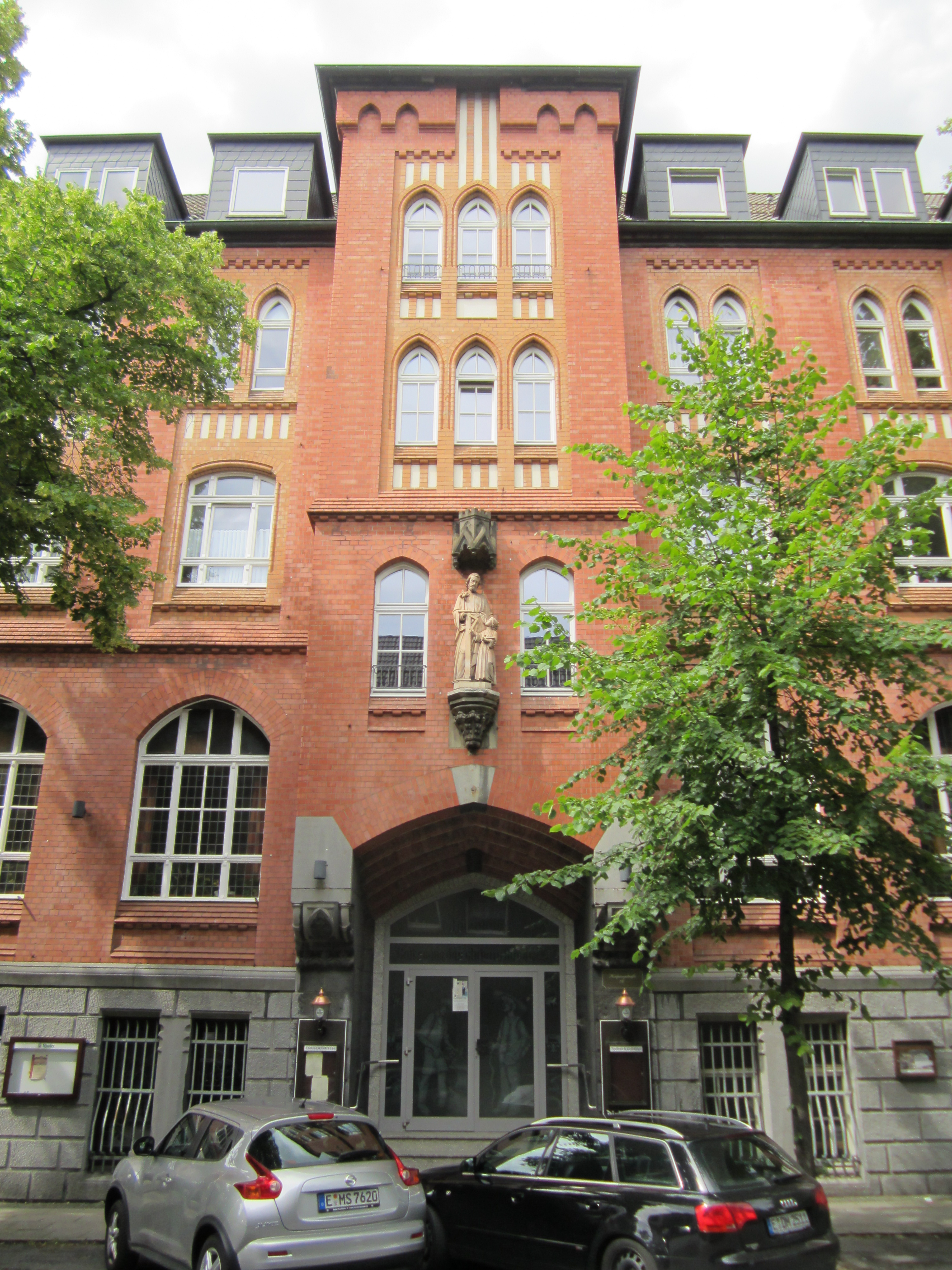
Altenessen-Nord, Kolpinghaus

Die Liste der Straßen in Essen-Altenessen beschreibt das Straßensystem im Essener Stadtteil Altenessen mit den entsprechenden historischen Bezügen.

## Einführung und Überblick
Essen-Altenessen ist amtlich unterteilt in die beiden Stadtteile Altenessen-Nord und Altenessen-Süd.
In Essen-Altenessen leben heute insgesamt 44071 Einwohner (30. September 2022). Sie verteilen sich dabei auf einer Fläche von 11,4 Quadratkilometer. Zu Altenessen gehören die Postleitzahlenbezirke 45329 (Altenessen-Nord) und 45326 (Altenessen-Süd, sowie entlang der Wilhelm-Nieswand-Allee).
Seit seiner Eingemeindung 1915 wurde Altenessen in Altenessen-Nord und Altenessen-Süd unterteilt. Der Stadtteil ist vor allem durch Bergbau und die Industrialisierung um 19. Jahrhundert geprägt worden. Der 1847 eröffnete Bahnhof Altenessen war bis 1862 der einzige Bahnhof nahe der Stadt Essen. 1862 kam der Essener Hauptbahnhof, der den Altenessener Bahnhof in seiner Bedeutung ablöste. Seit 1851 entstanden mehrere Zechen, als letztes hat das Bergwerk Emil-Fritz in den 1970er Jahren den Dienst eingestellt und damit den Steinkohleabbau in Altenessen beendet.
Altenessen grenzt im Norden an Karnap, wobei die Emscher als Grenzfluss fungiert; im Westen an Vogelheim und Bochold, wobei die Gladbecker Straße meist grenzbildend ist. Die Stadtteilgrenze zwischen Altenessen-Nord und Altenessen-Süd verläuft entlang der Bahnstrecke 2172 (Essen Hbf – Gelsenkirchen-Zoo) bzw. deren stillgelegter Abzweig EGHE. Im Osten grenzt Altenessen an Katernberg und mit dem Tieftalgraben an Gelsenkirchen-Heßler. Südlich grenzt das Nordviertel an. Zusammen mit Karnap und Vogelheim gehört Altenessen zum Stadtbezirk V.
In Altenessen-Nord gibt es Straßennamengruppen mit Bezeichnungen aus dem Bergbau, mit Namen ehemaliger Kohleflöze sowie namhaften Persönlichkeiten, Flurnamen und Köttern. In Altenessen-Süd gibt es Straßennamengruppen mit Bezügen zur Altenessener Geschichte, Ballonfahrt sowie Werkzeuge der Eisenindustrie.
In Altenessen gibt es 184 benannte Verkehrsflächen, darunter fünf Plätze. Folgende Straßen befinden sich nur teilweise in Altenessen:

Zur Grenze Vogelheim: Vogelheimer Straße, Krablerstraße, Hülsenbruchstraße; Grenze Karnap: Gladbecker Straße; Grenze Stoppenberg: Backwinkelstraße, Graitengraben, Philippstraße, Ramers Kamp, Kleine Rahmstraße, Twentmannstraße, Seumannstraße; Grenze Nordviertel: Altenessener Straße, Gladbecker Straße; Grenze Bochold: Hövelstraße
Durch Altenessen-Nord verlaufen:
- der Emscherschnellweg (Bundesautobahn 42) in Ost-West-Richtung
- die Bundesstraße 224 auf der Gladbecker Straße
- die Landesstraße 448 auf der Altenessener Straße bzw. Wilhelm-Nieswandt-Allee
- die Landesstraße 64 in Ost-West-Richtung auf der Stauderstraße und der Vogelheimer Straße
- die Landesstraße 20 in Ost-West-Richtung auf der Hövelstraße, Lierfeldstraße und Backwinkelstraße
- die Kreisstraße 19 auf der Heßlerstraße

## Liste der Straßen
Die nachfolgende Tabelle gibt eine Übersicht über die Straßen und Wege im Stadtteil mit entsprechenden Informationen.
- Name: aktuelle Bezeichnung der Straße oder des Platzes.
- Länge/Maße in Metern:
 Die in der Übersicht enthaltenen Längenangaben sind gerundete Übersichtswerte, die in Google Earth mit dem dortigen Maßstab ermittelt wurden. Sie dienen Vergleichszwecken und werden, sofern amtliche Werte bekannt sind, ausgetauscht und gesondert gekennzeichnet. Der Zusatz „+“ bemerkt die Länge einer Straße in der Hauptlänge „+“ die abzweigenden Nebenstraßen.
 Bei Plätzen sind die Maße in der Form ab angegeben.
 Der Zusatz (im Stadtteil) gibt an, dass die Länge die des Straßenabschnitts innerhalb des Stadtkerns ist, sofern die Straße in benachbarte Stadtteile weitergeführt wird.
 Der Zusatz (ohne Stichstraßen) gibt bei verzweigten Straßen die Länge der „Hauptstraße“ an.
 Der Zusatz (alle Straßenabschnitte zusammen) gibt an, dass die Straße so verwinkelt ist, dass keine „Hauptstraße“ besteht. Stattdessen wird die Länge aller Straßenabschnitte zusammengezählt.
- Herleitung: Ursprung oder Bezug des Namens
- Datum der Benennung: amtliche Erstbenennung
- Anmerkungen: zusätzliche Informationen
- Bild: Foto der Straße oder eines anliegenden Objekts

### Liste der Straßen in Altenessen-Nord
| Name                     | Länge/Maße (in Metern)    | Herleitung                                                                                                 | Datum der Benennung | Bemerkungen | Bild                                                  |
| ------------------------ | ------------------------- | --- | ------------------- | --- | ----------------------------------------------------- |
| Ägirstraße               | 150                       | Name eines Kohleflözes                                                                                     | 12. Dez. 1957       | Die Ägirstraße ist eine Kopfstraße, die von der Neuessener Straße abgeht und im weiteren Verlauf die I. Schnieringstraße kreuzt. |                                                       |
| Altenessener Straße      | 780 (im Stadtteil)        | Stadtteil                                                                                                  | 9. Juli 1915        | Die Altenessener Straße ist eine der Hauptdurchgangsstraßen in Altenessen in Nord-Süd-Richtung, parallel zur Gladbecker Straße. Im südlichen Verlauf wird sie zur Wilhelm-Nieswandt-Allee. | Altenessener Straße auf Höhe der Karl-Denkhaus-Straße |
| Basunestraße             | 485 + 135                 | Hofname | 3. März 1953        | Laut Landmatrikel 1668 ist Georgh Basune Aufsitzer des 16 Morgen großen Hofes. Die Basunestraße geht von der Bischoffstraße ab und verbindet im weiteren Verlauf den Loskamp. |                                                       |
| Bausemshorst             | 240                       | Flurname in der Borbecker Mark                                                                             | 1. Feb. 1941        | Bausenshorst bzw. Bausenhorst wird in der Mutterrolle von 1826 aufgeführt. Die Straße verläuft parallel zur Wolbeckstraße und Im Erlenbruch und verbindet die Johanniskirchstraße mit der Kolpingstraße. |                                                       |
| Billsteinweg             | 105                       | Kohleflöz                                                                                                  | 12. Feb. 1931       | Der Flöz Billstein lag der in der Nähe Bahnhof Essen-Kettwig und wurde um 1800 abgebaut. Dessen Name geht auf eine Flurbezeichnung im 18. Jhrd. zurück. Der Billsteinweg ist eine Einbahnstraße zwischen der Mallinckrodtstraße und dem Teilungsweg, westlich hinter dem Allee-Center. |                                                       |
| Bischoffstraße           | 840 (in Altenessen-Nord)  | Henrich Bischoffsstrat, Hofbesitzer nach Landmatrikel 1668                                                 | 9. Juli 1915        | Die Bischoffstraße verbindet die Karlstraße im Norden mit der Stauderstraße im Süden. An ihr liegt unter anderem der Nordfriedhof und die Hauptschule an der Bischoffstraße. |                                                       |
| Böhmerheide              | 860                       | Familienname im Landmatrikel von 1668: Henrich Boemers besitzt rund 17 Morgen Land                         | 9. Juli 1915        | Die Böhmerheide ist die Verlängerung der Kolpingstraße und kreuzt die Wilhelm-Nieswandt-Allee. |                                                       |
| Brockhoffstraße          | 230                       | Familie Brockhoff, denen Höfe in Katernberg und Stoppenberg gehörten                                       | 9. Juli 1915        | Sie verbindet die Karlstraße mit dem Rottekamp. |                                                       |
| Bückmannshof             | 140 (in Altenessen-Nord)  | Name des Hofs Große Schonnefeld                                                                            | 16. Okt. 1916       | Die Straße Bückmannshof, die zuvor Bückmannstraße hieß, verläuft parallel zur Gladbecker Straße und verbindet die Vogelheimer Straße im Norden mit der Schonnefeldstraße im Süden. |                                                       |
| Bürgerstraße             | 165                       | Heinrich Bürger (1851–1917), Altenessener Pohlbürger und Klempnermeister                                   | 9. Juli 1915        | Sie verläuft parallel zum Im Erlenbruch zwischen Kolpingstraße und Johanniskirchstraße. |                                                       |
| Eickwinkelstraße         | 320                       | Hofname | 9. Juli 1915        | Der Hof wurde als „Gütchen Eyckwinkel, in die Beckhove zu Heßler gehörig“ bereits 1544 beurkundet. Die Eickwinkelstraße ist eine Kopfstraße, abgehend von der Emscherstraße in der Nähe des Emscherschnellwegs. |                                                       |
| Elisabeth-Selbert-Straße | 210                       | Elisabeth Selbert (1896–1986), SPD Politikerin                                                             | 22. Juli 1986       | Diese Straße bildet den nördlichen Abschluss der Siedlung an der Maria-Berns-Straße und verbindet die I. Schichtstraße mit der Altenessener Straße. |                                                       |
| Emma-Grasse-Weg          | 110                       | Emma Grasse ist 1919 als erste weibliche Sozialdemokratin in den Landtag eingezogen                        | 28. Nov. 1989       | |                                                       |
| Emscherstraße            | 990 + 75                  | Der zur Emscher führende Weg                                                                               | 27. Nov. 1933       | Die Emscherstraße verläuft in nord-südlicher Richtung und verbindet unter anderem die Heßlerstraße mit der Stauderstraße. |                                                       |
| Erbenbank                | 100                       | Kohlenflöz                                                                                                 | 10. Feb. 1931       | 1860 bis 1892 Stollenzeche in der Gemeinde Kettwiger Umstand. Die Einbanhstraße verläuft parallel zur Mevissenstraße und Mallinckrodtstraße. | Erbenbank                                             |
| Fahrhauerstraße          | 305                       | Bezeichnung aus der Kohleförderung                                                                         | 9. Juli 1915        | Ein Bergmann, der mit besonderer Ausbildung und als Aufsicht arbeitet, wurde Fahrhauer genannt. Die Straße verbindet die Karlstraße mit dem Rottekamp und ist parallel zur Brockhoffstraße und zur Hauerstraße. |                                                       |
| Frauenfelderstraße       | 280                       | Ludwig Frauenfelder (1820–1865)                                                                            | 6. März 1920        | Frauenfelder war Kaufmännischer Leiter und Rechnungsführer der Gewerkschaft Neuessen. Die Straße liegt zwischen der Thiesstraße und der Neuessener Straße in der Nähe des Emscherschnellwegs. |                                                       |
| Fritzstraße              | 160                       | Schacht Fritz der Bergbaugesellschaft Neu-Essen                                                            | 13. Feb. 1896       | 1872 war Schacht Fritz der erste Schacht der späteren Schachtanlage Fritz. Benannt wurde er nach Friedrich Grillo (1825–1888). Diese Sackgasse geht von der Heßlerstraße ab. |                                                       |
| Fünffußbank              | 310                       | Name eines Kohleflözes                                                                                     | 18. Sep. 1926       | Die Straße wurde am 3. März 1953 verlegt. |                                                       |
| Fünfhöfestraße           | 235                       | Die Stadt Essen erlaubte 5 Höfen (Köttern) sich auf der ehemaligen Viehofer Mark anzusiedeln               | 13. Feb. 1896       | Zu diesen fünf Köttern gehörten: Bernhard Plaß, Johann Hautkappe, Peter Massenberg, Theodor Sträter und Wilhelm Raymann. Die Straße verläuft parallel zur Gladbecker Straße und verbindet den Teilungsweg mit der Vogelheimer Straße. |                                                       |
| Gewerkenstraße           | 725 + 120                 | Bezeichnung aus der Kohleförderung                                                                         | 9. Juli 1915        | Gewerke sind Anteilseigner einer Bergbau-Gewerkschaft. Die Gewerkenstraße ist die nördliche Weiterführung der Ägirstraße und unterläuft den Emscherschnellweg. |                                                       |
| Gladbecker Straße        | 2280 (in Altenessen-Nord) | Hauptstraße nach Gladbeck.                                                                                 | 9. Aug. 1927        | In dieser Form erst in den 1930ern entstanden. Durchzieht 5 Essener Stadtteile. |                                                       |
| Grenzgraben              | 100                       | Straße an der früheren Grenze zwischen Altenessen und Katernberg                                           | 3. März 1953        | |                                                       |
| Hasebrinks Garten        | 110                       | Hofname, der seit 1453 bezeugt ist.                                                                        | 22. Nov. 2011       | Diese Wohnsiedlung war 2012 das erste Projekt der Deutsche Reihenhaus in Essen. Hasebrinks Garten geht von der Johanniskirchstraße ab. | Die Neubausiedlung „Hasebrinks Garten“                |
| Hauerstraße              | 375                       | Bezeichnung aus der Kohleförderung                                                                         | 9. Juli 1915        | Ein ausgebildeter Bergmann, der die Hauerprüfung abgelegt hat, wird als Hauer bezeichnet. Die Straße liegt parallel zur Fahrhauerstraße zwischen Karlstraße und Rottekamp. |                                                       |
| Hegerkamp                | 250 + 460                 | Name eines Kottens                                                                                         | 9. Juli 1915        | Georg Hegerkamp war laut Landmatrikel 1668 Lehnsmann eines zwei Morgen großen Kottens mit „Hauß, Hoff, Garten und ein klein Kempfgen“. Die Straße durchzieht über Nebenstraßen eine ganze Siedlung und geht von der Heßlerstraße ab. |                                                       |
| Herrenbank               | 285                       | Name eines Kohleflözes                                                                                     | 18. Feb. 1916       | Die Umbenennung der ehemaligen Knappenstraße während der Gebietsreform 1915 zu Schlepperstraße traf auf wenig Zustimmung bei Bürgern und Anwohnern aufgrund des doppeldeutigen Begriffs. Als Schlepper waren eigentlich Bergleute gemeint und nicht Helfer im Kontext illegaler Migration. Daher wurde die Straße 1916 schließlich in Herrenbank umbenannt. Die Straße verläuft zwischen Karlstraße und Fünffußbank.                                                          |                                                       |
| Heßlerstraße             | 2410 + 75                 | Straße führt in den Stadtteil Gelsenkirchen-Heßler                                                         | 20. Juli 1875       | Die Heßlerstraße (K19) verbindet Altenessen-Nord mit Gelsenkirchen Heßler und verläuft parallel zum Emscherschnellweg. |                                                       |
| Hohendahlstraße          | 465 + 210                 | Friedrich Wilhelm Hohendahl (1847–1906)                                                                    | 22. Jan. 1907       | Direktor der Gewerkschaft Neuessen in Altenessen von 1855 bis 1899. Die Straße verläuft parallel zur Gewerkenstraße. |                                                       |
| Holtkämperheide          | 135                       | Kotten Holtkamp in der Heide                                                                               | 9. Juli 1915        | Die Straße verbindet die Hauerstraße mit der Herrenbank. |                                                       |
| Holzschragen             | 560                       | Flurname                                                                                                   | 25. Feb. 1937       | Laut Mutterrolle 1866 besaß Johann Holzgrave einen Acker am Holzschragen. Die Straße geht von der Heßlerstraße ab und mündet im Hossemsgarten. |                                                       |
| Honnerskamp              | 365                       | Zum Kotten Honners gehöriger Kamp                                                                          | 13. Juni 1932       | Diese Einbahnstraße bildet eine Schlaufe, abgehend von der Frauenfelderstraße. |                                                       |
| Hortmannweg              | 200 + 40                  | Name eines Kottens (→ Hossemsgarten)                                                                       | 24. Feb. 1960       | Diese Sackgasse geht von der Heßlerstraße ab. |                                                       |
| Hospitalstraße           | 405                       | Lag am Marienhospital                                                                                      | 21. Apr. 1887       | Die Hospitalstraße verlängert die Karlstraße und verbindet die Altenessener Straße mit der Wolbeckstraße. Sie liegt parallel zur Johanniskirchstraße. |                                                       |
| Hossemsgarten            | 200 + 45                  | Kotten Horstmann (auch Hortmann oder Hossem)                                                               | 17. Dez. 1963       | Die Straße ist eine Sackgasse, abgehend von der Heßlerstraße. |                                                       |
| Im Erlenbruch            | 185                       | Flurname in der Viehofer Mark                                                                              | 9. Juli 1915        | Die Straße verläuft parallel zur Bürgerstraße und Bausemshorst und verbindet die Kolpingstraße mit der Johanniskirchstraße. |                                                       |
| Imkerweg                 | 330                       | Früher: Bolsterbaum                                                                                        | 23. Aug. 1988       | Die Straße Bolsterbaum wurde zwischen 1983 und 1990 auf dem Gebiet Altenessen-Nord in Imkerweg umbenannt. Auf dem Gebiet von Altenessen-Süd behielt die Straße ihren Namen. |                                                       |
| Janstweg                 | 150                       | Kotten Janst in der Böhmerheide                                                                            | 17. Dez. 1965       | Der Janstweg ist eine Sackgassensiedlung, abgehend vom Bückmannshof. |                                                       |
| Johannes-Trimborn-Straße | 130 + 135                 | Johannes Trimborn (1897–1968), Pfarrer in Altenessen                                                       | 22. Sep. 1971       | Johannes Trimborn war der erste Pastor der 1953 zur Pfarrei erhobenen Gemeinde Unbeflecktes Herz Mariä. Er war 22 Jahre lang seelsorgerisch tätig in Altenessen. Die Kirche Mariä Herz gehört nun zur Gemeinde Sankt Johann Baptist. Die Straße ist eine Sackgasse, abgehend von der Heßlerstraße. |                                                       |
| Johanniskirchplatz       | 50 × 50                   | Johann-Baptist-Kirche                                                                                      | 27. Nov. 1903       | Die neugotische Kirche St. Johann Baptist wurde zwischen 1860 und 1899 in 4 Bauperioden gebaut. 1944 wurde die Kirche bei Luftangriffen beschädigt und 1945 bis 1949 wieder errichtet. Der Essener Kaufmann Johann Lindemann (1797–1872) spendete 1862 dem katholischen Kirchenvorstand das erste Kirchengebäude sowie den Baugrund „zum Gebrauche der katholischen Einwohner zu Altenessen“.                                                                                 | Die Kirche Sankt Johann Baptist                       |
| Johanniskirchstraße      | 870                       | → Johanniskirchplatz                                                                                       | 9. Juli 1915        | Die Straße liegt an der Kirche St. Johann Baptist und verbindet die Wolbeckstraße mit der Gladbecker Straße. | Johanniskirchstraße                                   |
| John-Lennon-Straße       | 180 + 30                  | John Lennon, Musiker und Mitglied der Beatles                                                              | 24. Mai 2005        | Mit der Benennung der Straße gedachte man dem 25. Todestag von John Lennon. Es waren auch zwei andere Namen im Gespräch für die Straße: Hans Marchwitza und Gerhard Stötzel. Letzterem ist bereits eine Straße in Essen gewidmet. Die Straße ist eine verkehrsberuhigte Zone mit Zufahrten von der I. Schichtstraße und der Böhmerheide. | John-Lennon-Straße                                    |
| Karl-Denkhaus-Straße     | 140                       | Carl Denkhaus (1848–1918), Pfarrer                                                                         | 10. Feb. 1931       | Er war 1876–1882 Pfarrer der neu gegründeten evangelischen Kirchengemeinde Altenessen. Die Straße ist eine Einbahnstraße am Allee-Center und verbindet in Fahrtrichtung die Altenessener Straße mit der Mallinckrodtstraße. |                                                       |
| Karlsplatz               | 60 × 60                   | → Karlstraße                                                                                               | 27. Nov. 1903       | Der Karlsplatz liegt als Erweiterung des Johanniskirchplatzes an der Ecke Altenessener Straße und Hospitalstraße. |                                                       |
| Karlstraße               | 1270 + 70                 | Schachtname, wahrscheinlich benannt nach dem Gründer des Unternehmens Karl Julius Joest                    | 20. Juli 1875       | Nach den Schächten Neu-Cöln und Anna teufte man 1856 einen dritten Schacht ab, der zunächst Hercules hieß und später in Carl umbenannt wurde. Die Karlstraße mündet am Karlsplatz und verbindet die Wilhelm-Nieswandt-Allee mit der Heßlerstraße. |                                                       |
| Kleiner Zuschlag         | 200                       | Flurname                                                                                                   | 26. Mai 1939        | Der Begriff Zuschlag beschrieb einen besonders eingegrenzten und abgetrennten Teil einer Mark, der nach Ablauf der Pacht dieser wieder zugeschlagen wurde. So gab es zum Beispiel in der Borbecker Mark einen 38 Morgen großen Großen Zuschlag und einen 33 Morgen großen Kleinen Zuschlag. Die Straße ist eine Sackgasse, abgehend von der Neuessener Straße. |                                                       |
| Kollenkamp               | 200                       | Flurname, früher Katernberg                                                                                | 13. Juni 1966       | Der Kollenkamp ist eine Sackgasse, abgehend von der Emscherstraße. |                                                       |
| Kolpingstraße            | 440 + 90                  | Adolph Kolping (1813–1865), Gründer der katholischen Kolpingvereine                                        | 9. Juli 1915        | Die Kolpingstraße liegt zwischen der Altenessener Straße und der Wolbeckstraße. | Kolpingstraße                                         |
| Kuhlhoffstraße           | 685 + 260                 | Hofname, dey Hove upper Culen                                                                              | 6. Juli 1906        | Die Kuhlhoffstraße ist eine Sackgasse, abgehend von der Heßlerstraße und bietet Zufahrt zum Bürgerpark Kuhlhoff. |                                                       |
| Lattenkamp               | 310                       | Flurname, der Lattenkamp gehörte zum Hof Kuhlhoff, früher Katernberg                                       | 20. Nov. 1937       | Die Straße liegt parallel zum Kollenkamp und geht von der Emscherstraße ab. |                                                       |
| Leseband                 | 330                       | Bezeichnung aus der Kohleförderung                                                                         | 25. Feb. 1937       | Ein Leseband ist ein Bergmannsbegriff für ein Stahlplattenband, auf dem die Kohle geführt wird. Früher zum Stadtteil Katernberg |                                                       |
| Loskamp                  | 700                       | Flurname, Hoelmans Loeßkamp, früher Katernberg (1970)                                                      | 1. März 1962        | Der Loskamp bildet eine Schleife von der Basunestraße zur Bischoffstraße und verläuft größtenteils parallel zum Schürenfeld. |                                                       |
| Mallinckrodtplatz        | 55 × 120                  | Gustav Mallinckrodt (→ Mallinckrodtstraße)                                                                 | 10. Feb. 1931       | Die Straße Mallinckrodtplatz bildet mit der Mallinckrodtstraße und der Hospitalstraße die Grenzen des Platzes Mallinckrodtplatz. |                                                       |
| Mallinckrodtstraße       | 230 + 170                 | Gustav Mallinckrodt                                                                                        | 10. Feb. 1931       | Mitgründer des Kölner Bergwerk-Vereins, die in Altenessen die Schächte Karl und Anna abteuften. Ebenso Mitglied der Rheinischen Zeitungsgesellschaft und in der Direktion der Rheinischen Eisenbahngesellschaft. |                                                       |
| Maria-Berns-Straße       | 220 + 340                 | Maria Berns (1899–1981) SPD Politikerin                                                                    | 22. Juli 1986       | Die Straße liegt in einer verkehrsberuhigten Zone, abgehend von der I. Schichtstraße. | Maria-Berns-Straße                                    |
| Mevissenstraße           | 265                       | Gustav von Mevissen (1815–1899), Präsident der Rheinischen Eisenbahn-Gesellschaft                          | 12. Feb. 1931       | Die Straße liegt parallel zur Erbenbank und zum Billsteinweg und verbindet die Hospitalstraße mit dem Teilungsweg. |                                                       |
| Musebrink                | 120                       | Flurname in der Viehofer Mark                                                                              | 9. Juli 1915        | Die Sackgasse geht von der Heßlerstraße ab und endet an einem Fußweg zum Schurenbach und dem Zugang zur Schurenbachhalde. |                                                       |
| Neuessener Straße        | 630                       | Bergbaugesellschaft Neu-Essen                                                                              | 13. Feb. 1896       | Die Straße geht von der Altenessener Straße ab und bietet unter anderem Zugang zur I. Schnieringstraße und II. Schnieringstraße. |                                                       |
| Nordsternstraße          | 650                       | Zeche Nordstern in Gelsenkirchen-Heßler                                                                    | 13. Feb. 1896       | Die Straße bildet eine Schleife zwischen der Altenessener Straße und der Heßlerstraße. |                                                       |
| Pasbachstraße            | 260 + 360                 | Franz Pasbach (1757–1827), Leiter des Forstamtes Essen/Werden                                              | 3. März 1953        | Pasbach hat zahlreiche Karten des Stiftgebiets angefertigt und wurde 1803 als preußischer Oberförster der Leiter des Forstamts Essen/Werden. |                                                       |
| Querschlagstraße         | 125                       | Bezeichnung aus der Kohleförderung                                                                         | 9. Juli 1915        | Ein Querschlag ist ein Bergmannsbegriff für eine Gesteinsstrecke, die im rechtwinklig zur Richtung der Lagerstätte liegt. Die Straße ist die Verlängerung der Bischoffstraße und verbindet die Böhmerheide mit der Karlstraße. |                                                       |
| Rahmdörne                | 555                       | Flurname: Rahmdoer                                                                                         | 9. Juli 1915        | Die Straße geht von der Altenessener Straße ab und verläuft parallel zur Emscher bzw. dem Emscherschnellweg. |                                                       |
| Rottekamp                | 340 + 50                  | Flurname: dem Hof Niemöhlmann gehört der Rottekamp                                                         | 23. Feb. 1954       | Der Rottekamp liegt am Nordfriedhof und mündet in den Steinerweg. |                                                       |
| Röttgersbank             | 150                       | Name eines Kohleflöz                                                                                       | 18. Feb. 1916       | Die Straße ist eine Sackgasse, abgehend von der Altenessener Straße. |                                                       |
| I. Schichtstraße         | 495                       | Bezeichnung aus der Kohleförderung                                                                         | 9. Juli 1915        | Mit Schicht ist die Arbeitszeit des Bergmanns gemeint. Die Straße zweigt südlich von der Heßlerstraße ab und bietet Zufahrt zur Maria-Berns-Straße. | I. Schichtstraße                                      |
| II. Schichtstraße        | 210 + 80                  | → I. Schichtstraße                                                                                         | 9. Juli 1915        | Die Straße ist verkehrsberuhigt; sie zweigt von der Altenessener Straße ab und mündet in die I. Schichtstraße. Es gibt eine U-Bahn-Station der Linie U11 mit dem Namen II. Schichtstraße. |                                                       |
| Schnieringshof           | 340                       | Kotten Schniering                                                                                          | 13. Dez. 1961       | Eigentümer des Kotten ist laut Mutterrolle 1866 Theodor Schniering. Die Straße bildet eine Schleife von der Johanniskirchstraße zur II. Schnieringstraße. |                                                       |
| I. Schnieringstraße      | 320 + 195                 | Name eines Kottens (→ Schnieringshof)                                                                      | 9. Juli 1915        | Es gibt zwei Straßen mit diesem Namen in direkter Nachbarschaft; beide zweigen von der Neuessener Straße ab. Die erste ist eine Sackgasse, parallel zur Ägirstraße, die zweite bildet eine Schleife zwischen Neuessener Straße und Ägirstraße. |                                                       |
| II. Schnieringstraße     | 560                       | Name eines Kottens (→ Schnieringshof)                                                                      | 9. Juli 1915        | Die Straße verläuft zwischen Neuessener Straße und Johanniskirchstraße. |                                                       |
| Schürenfeld              | 370                       | Flurname                                                                                                   | 1. März 1962        | Das Schürrenfeldt gehörte zum Hof Schulte, früher Katernberg. |                                                       |
| Schurenstraße            | 60                        | Schurenbach, entspringt an der Hömannstraße und mündet in den Schwarzbach                                  | 13. Feb. 1896       | Die Straße verläuft größtenteils parallel zum Loskamp. |                                                       |
| Spritzenstraße           | 75                        | Nach dem ehemaligen Spritzenhaus der freiwilligen Feuerwehr Altenessen                                     | 27. Nov. 1903       | Die Straße verläuft parallel zur Böhmerheide und zweigt von der Altenessener Straße ab. | Spritzenstraße                                        |
| Stapenhorststraße        | 370 + 380                 | Johannes Stapenhorst (1855–1917), Generaldirektor der Bergwerksgesellschaft Neu-Essen von 1899 bis 1914    | 13. Okt. 1953       | Die Straße verzweigt sich in mehrere Nebenstraßen, die teilweise verkehrsberuhigt sind. Die Stapenhorststraße bildet eine Schleife von der Rahmdörne zur Altenessener Straße. |                                                       |
| Steigerstraße            | 185                       | Bezeichnung aus der Kohleförderung                                                                         | 9. Juli 1915        | Steiger ist eine Aufsichtsperson im Bergbau. Die Straße geht von der I. Schichtstraße ab und ist eine Sackgasse. |                                                       |
| Steinerweg               | 175                       | Name eines Kottens                                                                                         | 23. Feb. 1954       | Der Steinerweg liegt am Ende des Rottekamps in der Nähe des Nordfriedhofs. |                                                       |
| Strünksweg               | 155                       | Name eines Kottens                                                                                         | 9. Juli 1915        | Die Straße verbindet die Wolbeckstraße mit dem Teilungsweg. |                                                       |
| Teilungsweg              | 605 + 120                 | Zur Erinnerung an die Teilung der Viehofer Mark                                                            | 9. Juli 1915        | Der Teilungsweg und seine Nebenstraßen verlaufen östlich abgehend der Gladbecker Straße bis zum Allee-Center. | Teilungsweg                                           |
| Thiesstraße              | 435                       | Heinrich Thies (1808–1870), Aufsichtsratsvorsitzender der Bergbau-Gesellschaft Neu-Essen von 1855 bis 1870 | 9. Juli 1915        | Die Straße verläuft parallel zum Emscherschnellweg zwischen der Altenessener Straße und der Gewerkenstraße. |                                                       |
| Tiefbaustraße            | 150                       | Bezeichnung aus der Kohleförderung                                                                         | 9. Juli 1915        | Tiefbau beschreibt den Abbau unter Zuhilfenahme maschineller Wasserpumpen. Ein Fortschritt zum Stollenbau. Die Tiefbaustraße verbindet die Karlstraße mit der Böhmerheide. | Tiefbaustraße                                         |
| Tränke                   | 60                        | Alter Wassergraben in der Viehofer Mark                                                                    | 10. Feb. 1931       | Die Straße liegt gegenüber der Neuapostolischen Kirche Altenessen und zweigt von der Hospitalstraße ab. |                                                       |
| Vogelheimer Straße       | 446 (in Altenessen-Nord)  | Bauerschaft Vogelheim                                                                                      | 15. Jan. 1936       | Die aktuelle Vogelheimer Straße setzt sich aus mehreren ehemaligen Straßen zusammen (→ Langenhorster Straße). Die Bauerschaft Vogelheim war bis zur Errichtung des Rhein-Herne-Kanals überwiegend ländlich geprägt. Der Freiherr von Schell war hier einflussreich. Ihm gehörte das Haus Heck sowie der Hof Schulte Vogelheim, der bereits 1380 beurkundet wurde. |                                                       |
| Wackerbeckstraße         | 240                       | Name eines Kottens                                                                                         | 13. Feb. 1896       | Diese Sackgasse geht von der Tiefbaustraße ab. |                                                       |
| Wildbannstraße           | 85                        | Wildbann ist das Recht, in der Viehofer Mark wilde Pferde zu halten.                                       | 9. Juli 1915        | Die Straße ist eine kleine Sackgasse, parallel zur Fünfhöfestraße und geht nördlich von der Vogelheimer Straße ab. | Wildbannstraße                                        |
| Wilhelm-Nieswandt-Allee  | 830 (in Altenessen-Nord)  | Wilhelm Nieswandt, SPD-Politiker                                                                           | 12. Juni 1905       | Wilhelm Nieswandt (1898–1978) war 1932/33 sowie von 1946 bis 1969 Ratsmitglied der Stadt Essen und von 1956 bis 1969 Oberbürgermeister. Von 1946 bis 1970 gehörte er dem Nordrhein-Westfälischen Landtag an. Während die Altenessener Straße ab der Neuessener Straße im Norden bis zur Stauderstraße im Süden den Verlauf der Landesstraße L 448 verlässt, übernimmt die Landesstraße den Namen Wilhelm-Nieswandt-Allee. Die Straße verläuft durch Altenessen-Nord und -Süd. |                                                       |
| Wilhelminenstraße        | 325                       | Nach der Zeche Wilhelmine Victoria, die hier eine Arbeitersiedlung hatte, Früher Katernberg                | 29. März 1892       | |                                                       |
| Winkhausstraße           | 470                       | Fritz Winkhaus (1865–1932), Betriebsdirektor des Kölner Bergwerkvereins                                    | 8. Mai 1933         | Winkhaus schloss den Kölner Bergwerksverein 1912 mit der Bergbaugesellschaft Neu-Essen zusammen | Winkhausstraße                                        |
| Wolbeckstraße            | 820                       | Kotten Wollbeck                                                                                            | 9. Juli 1915        | Nach Landmatrikel 1668: Lehnsmann ist „Schäffer Johan Wolbeck“, der Kotten in der Viehofer Mark ist einen Morgen groß. Die Straße wurde am 12. Februar 1931 verlegt und in den folgenden Jahren bis in die 1950er nördlich weiter verlängert. | Wolbeckstraße                                         |
| Wüllnerskamp             | 260 + 250                 | Kotten Wüllner                                                                                             | 9. Juli 1915        | Die vielen Nebenstraßen des Wüllnerskamp sind größtenteils verkehrsberuhigt. Die Straße zweigt von der Wilhelm-Nieswandt-Allee ab und liegt in der Nähe des Nordfriedhofs und der Zeche Carl. |                                                       |

### Liste der Straßen in Altenessen-Süd
| Name                    | Länge/Maße (in Metern)       | Herleitung | Datum der Benennung | Bemerkungen | Bild                                                         |
| ----------------------- | ---------------------------- | --- | ------------------- | --- | ------------------------------------------------------------ |
| Altenessener Markt      | 110 × 50                     | Marktplatz | 15. Jan. 1936       | Der Platz in der Nähe der Mitte Altenessens liegt zwischen der Vogelheimer Straße und der Winkhausstraße und wurde für den Wochenmarkt genutzt. |                                                              |
| Altenessener Straße     | 2720 (in Altenessen-Süd)     | Stadtteilname                                                                                                   | 7. Aug. 1908        | Die Altenessener Straße ist eine der Hauptdurchgangsstraßen in Altenessen in Nord-Süd-Richtung, parallel zur Gladbecker Straße. Im südlichen Verlauf wird sie zur Wilhelm-Nieswandt-Allee. Den jetzigen Verlauf bekam sie am 9. Juli 1915 durch Verlegung und Zusammenlegung. | Die Altenessener Straße in Altenessen-Süd                    |
| Am Bahnhof Altenessen   | 130                          | Liegt am Bahnhof Altenessen                                                                                     | 14. März 2000       | | Bahnhof Essen-Altenessen (2006)                              |
| Am Kaiser-Wilhelm-Park  | 255 + 95                     | Liegt am Kaiser-Wilhelm-Park                                                                                    | 10. Feb. 2016       | Der Park wurde 1897 zum 100. Geburtstag Kaiser Wilhelms I. eröffnet und nach ihm benannt. |                                                              |
| Am Kreuz                | 255 + 70                     | Grenzkreuz | 9. Juli 1915        | Ein altes Kreuz markierte hier die Grenze zwischen der Bauerschaft Altenessen und der Stadt Essen. Erstmals urkundlich erwähnt wurden Altenessen und der damals hier liegende Wald Crucebusch am 7. Dezember 1310. Es ist eine Stichstraße an der Katzenbruchstraße, in der Nähe des Gymnasiums Essen Nord-Ost. | Am Kreuz in Altenessen-Süd                                   |
| Am Lichtbogen           | 885                          | Stahlindustrie                                                                                                  | 29. Okt. 1996       | Lichtbogen leitet sich von dem Lichtbogenofen ab, der zur Stahlschmelze verwendet wird. Die Straße liegt im 1997 neu errichteten M1 Gewerbepark, auf dessen Gelände früher die M1 Maschinenbauhalle der Lokomotiv- und Waggonbaufabrik Krupp stand. Die Straße ist eine der beiden Zufahrtsstraßen zum M1 Gewerbepark und geht von der Bottroper Straße ab. | Am Lichtbogen in Altenessen-Süd                              |
| Am Schlagbaum           | 190                          | Flurname | 9. Juli 1915        | Die Stichstraße geht nördlich von der Vogelheimer Straße ab. |                                                              |
| Am Ziegelteich          | 190                          | Ehemalige Ziegelei                                                                                              | 1985-02-26          | Die Straße liegt am jetzigen Ziegelteich und auf dem Gelände der ehemaligen Ziegelei der Zeche Anna. |                                                              |
| An St. Hedwig           | 135 + 95                     | Gemeinde St. Hedwig                                                                                             | 5. Aug. 1936        | Die Gemeinde St. Hedwig bildete sich aus der Mutterpfarrei St. Johann Baptist und wurde am 18. Mai 1951 zur kanonischen Pfarrei erhoben. | An St. Hedwig in Altenessen-Süd                              |
| Backwinkelstraße        | 310 (im Stadtteil)           | Wilhelm Backwinkel (1843–1916), Betriebsführer und später Direktor der Zeche Helene und Amalie von 1870–1896    | 9. Juli 1915        | Backwinkel war auch politisch tätig, er gehörte dem Essener Kreistag an, war Beigeordneter der früheren Bürgermeisterei Altendorf sowie Mitglied des Essener Gemeinderats. Die Backwinkelstraße ist die Verlängerung der Lierfeldstraße und erstreckt sich östlich in den Stadtteil Stoppenberg. |                                                              |
| Bamlerstraße            | 570                          | Karl Bernhard Bamler (1865–1926), deutscher Lehrer und Meteorologe. Pionier der Ballonfahrt.                    | 28. Aug. 1927       | Die Bamlerstraße bildet mit Am Lichtbogen den Zugang zum M1-Gewerbepark. Diese beiden Straßen umgeben den Gewerbepark in einer Schleife. Unweit der Bamlerstraße liegt am Berthold-Beitz-Boulevard der Bamler Servicepark und das Gewerbegebiet Bamlerstraße im Stadtteil Nordviertel. Das Gewerbegebiet nennt sich Kaufpark Bamlerstraße, wird im Volksmund aber auch abgekürzt zu Bamlerpark. Ursprünglich verlief die Bamlerstraße zwischen der Bottroper Straße und Gladbecker Straße. Mit dem Neubau des M1-Gewerbeparks in den 1990ern wurde die Bamlerstraße dorthin verlängert. Mit dem Neubau des Berthold-Beitz-Boulevard in den 2010ern zwischen der Pferdebahnstraße und der Bottroper Straße verlor die Bamlerstraße zwischen Bottroper- und Gladbecker Straße ihren Namen an den Berthold-Beitz-Boulevard. | Der Bamler Servicepark an der Bamlerstraße in Altenessen-Süd |
| Bäuminghausstraße       | 1310                         | Hofname | 9. Juli 1915        | Die Bäuminghaushöfe (später Schulte Bäuminghaus) wurden bereits im Kettenbuch 1332 erwähnt. Die Straße verläuft parallel zur Hövelstraße und kreuzt die Gladbecker Straße. | Bäuminghausstraße in Altenessen-Süd                          |
| Bischoffstraße          | 250 (in Altenessen-Süd)      | Henrich Bischoffsstrat, Hofbesitzer nach Landmatrikel 1668                                                      | 9. Juli 1915        | Die Straße zweigt nördlich von der Stauderstraße ab und führt nach Altenessen-Nord. |                                                              |
| Bückmannshof            | 310 (in Altenessen-Süd)      | Name des Hofs Große Schonnefeld                                                                                 | 16. Okt. 1916       | → Schonnefeldstraße. Die Straße Bückmannshof, die zuvor Bückmannstraße hieß, verläuft parallel zur Gladbecker Straße und verbindet die Vogelheimer Straße im Norden mit der Schonnefeldstraße im Süden. |                                                              |
| Bückmannsmühle          | 250 + 100                    | Name des Hofs Große Schonnefeld                                                                                 | 5. Dez. 1951        | Bückmannsmühle und Bückmannshof lagen am Essener Mühlbach in Schönebeck. → Schonnefeldstraße |                                                              |
| De-Wolff-Straße         | 160                          | Friedrich de Wolf (1812–1875), Bürgermeister von Altenessen 1844–1868                                           | 9. Juli 1915        | Die Straße verläuft parallel zur Hövelstraße und verbindet die Gladbecker Straße mit der Großenbruchstraße. | De-Wolf-Straße in Altenessen-Süd                             |
| Ellernmühle             | 280                          | Die Ellernmühle an der Berne gehörte zum Hof Westerdorf                                                         | 14. Dez. 1948       | Die Stichstraße geht von der Schmemannstraße ab und liegt in der Nachbarschaft zur Ellernstraße und Ellernplatz. |                                                              |
| Ellernplatz             | 150                          | Das Ellern-Gut (später Allerthof) war ein Lehnsgut                                                              | 9. Juli 1915        | Die Straße verbindet die Gladbecker Straße mit der Ellernstraße und liegt in direkter Nachbarschaft zum Universitäts-Sportplatz Gladbecker Straße. |                                                              |
| Ellernstraße            | 845                          | Das Ellern-Gut (später Allerthof) war ein Lehnsgut                                                              | 9. Juli 1915        | Die Ellernstraße verläuft parallel zur Gladbecker- und Altenessener Straße und liegt in Nachbarschaft zum Ellernplatz und Ellernmühle. | Ellernstraße in Altenessen-Süd                               |
| Erbslöhstraße           | 385 + 190                    | Oskar Erbslöh (1879–1910), bekannter Ballonfahrer des Niederrheins                                              | 10. Jan. 1929       | Die Straße liegt am Spindelmannpark in Nachbarschaft zur Straßengruppe Werkzeuge der Eisenindustrie. | Erbslöhstraße in Altenessen-Süd                              |
| Feldmannhof             | 320                          | Wilhelm Feldmann (1814–1887), technischer Direktor des Kölner Bergwerkvereins                                   | 27. Feb. 1928       | Er war Vorgänger von Emil Krabler. Da die Straße parallel zum Bückmannshof liegt, entschied man sich für das Grundwort Hof statt Straße. Diese Siedlungsstraße liegt parallel zur Gladbecker Straße und geht von der Schonnefeldstraße ab. |                                                              |
| Fundlandstraße          | 410                          | Flurname | 3. Feb. 1904        | Ursprünglich Oststraße. Die Straße verläuft entlang der Grenze zwischen Altenessen-Süd und Essen-Katernberg und kreuzt die Stauderstraße. |                                                              |
| Gießereiweg             | 240                          | Stahlindustrie                                                                                                  | 29. Okt. 1996       | Die Straße liegt im 1997 neu errichteten M1 Gewerbepark, auf dessen Gelände früher die M1 Maschinenbauhalle der Lokomotiv- und Waggonbaufabrik Krupp stand. Der Tenderweg, Zur Schmiede und Gießereiweg bilden die inneren Straßen des Gewerbeparks. | Gießereiweg in Altenessen-Süd                                |
| Gladbecker Straße       | 2310 (in Altenessen-Süd)     | Hauptstraße nach Gladbeck.                                                                                      | 9. Aug. 1927        | In dieser Form erst in den 1930ern entstanden. Durchzieht fünf Essener Stadtteile, auf ihrem Verlauf durch Altenessen führt sie die Bundesstraße 224 fort. Die Gladbecker Straße ist neben der Altenessener Straße eine Hauptverkehrsstraße in Nord-Süd-Richtung. | Gladbecker Straße in Altenessen-Süd                          |
| Graitengraben           | 445 (im Stadtteil)           | Der Graitengraben war ein kleiner Zufluss zur Berne                                                             | 9. Juli 1915        | Der Graitengraben liegt zwischen Kaiser-Wilhelm-Park und der Rahmstraße. |                                                              |
| Großenbruchstraße       | 325                          | Name eines Gemeinheitsgrundstück in der Viehofer Mark                                                           | 13. Feb. 1896       | Die Straße verbindet die Hövelstraße mit der Bäuminghausstraße und liegt parallel zur Gladbecker Straße an der Großenbruchschule. | Großenbruchstraße in Altenessen-Süd                          |
| Grünbruch               | 65                           | Bruchlandschaft                                                                                                 | 8. März 1922        | Essen bestand früher zum großenteil aus Bruchland oder Feuchtgebieten. In Anlehnung an die benachbarte Grünstraße wurde der Name Grünbruch gewählt. Der Grünbruch ist eine Stichstraße mit Wendekreis, die den Zugang zur Gertrud Bäumer Realschule vom Pferdehut her bildet. |                                                              |
| Grünstraße              | 535 + 120                    | Die Straße wurde damals auf einer grünen Wiese gebaut                                                           | 13. Feb. 1896       | Die Grünstraße verläuft parallel zur Altenessener Straße zwischen Vogelheimer Straße und Schonnefeldstraße. | Grünstraße in Altenessen-Süd                                 |
| Halbachstraße           | 80                           | Max Halbach (1878–1926), Essener Stadtverordneter und Prokurist bei Krupp                                       | 9. Juli 1915        | Der Verlauf der Halbachstraße war bis in die 1960er Jahre von der Hövelstraße bis in den Laubenhof, wobei eine Eisenbahnstrecke überquert wurde. Ab Mitte der 1960er wurde das Teilstück nördlich der Bahnstrecke eingestellt, wodurch die Halbachstraße zur Stichstraße wurde. |                                                              |
| Hautkappeweg            | 115                          | Kotten Hautkappe                                                                                                | 24. Feb. 1970       | Wenige Meter nördlich von diesem Weg lag 1795 der rund 4 Morgen große Kotten. Die Straße verläuft parallel zum Rodemannskamp und verbindet die Rodemannstraße mit der Grünstraße. |                                                              |
| Helenendamm             | 320                          | Schacht Helene                                                                                                  | 18. Feb. 1976       | Die Straße verläuft auf den Bahndamm, der die Zeche Helene und Amalie an den Bahnhof Katernberg-Nord angeschlossen hat. | Helenendamm in Altenessen-Süd, Blick auf die südliche Hälfte |
| Höltestraße             | 470 + 100                    | Gut Hölte | 20. Mai 1964        | Das Gut wird im Landmatrikel 1668 genannt. Am 20. Februar 1833 erwirbt Heinrich Hölte gen. Hundebrink den 85 Morgen großen Hof vollständig. | Höltestraße in Altenessen-Süd                                |
| Hövelstraße             | 1820 (im Stadtteil)          | Freiherr von Hövel (1842–1917), Landrat des Kreises Essen (1870–1899)                                           | 9. Juli 1915        | Die Straße verläuft von der Altenessener Straße im Osten, kreuzt die Gladbecker Straße und führt bis zur Bottroper Straße im Westen im Stadtteil Bochold. Die Hövelstraße verläuft parallel zur Krablerstraße und ist neben der Vogelheimer Straße eine Hauptverbindung in Ost-West-Richtung im Stadtteil. | Hövelstraße in Altenessen-Süd                                |
| Hülsenbruchstraße       | 335 (im Stadtteil)           | Flurname in der Gemarkung Altenessen und Vogelheim                                                              | 11. März 1898       | Das Gemeinheitsgrundstück Hülsebruch bestand aus 51 Äckern und Wiesen und wurde später vom Gut Berge und vier Höfen als gemeinschaftliche Weide genutzt. Die Gemeinheit wurde zwischen 1826 und 1837 aufgelöst. Die Straße verbindet die Hövelstraße mit der Krablerstraße. |                                                              |
| Hundebrinkstraße        | 920 + 100                    | Gut Hundebrink                                                                                                  | 13. Feb. 1896       | Im Kettenbuch 1332 erwähnt, der Hof war 1668 unter Aufsitzer Wennemar Hundebrick 75 Morgen groß. In der Mutterrolle 1867 wird Johann Hundebrink als Eigentümer geführt. 1896 geht der Hof an Wilhelm Niehusmann und seine Frau Gertrud, geb. Bückmann (→ Höltestraße). Die Straße verläuft parallel zur Altenessener Straße und grenzt an den Helenenpark. | Hundebrinkstraße in Altenessen-Süd                           |
| Im Schollbrauk          | 350                          | Flurname | 9. Juli 1915        | Straße wurde am 1. Oktober 1920 verlegt, sie kreuzt die Backwinkelstraße und mündet in den Schollbraukring. |                                                              |
| In der Baumschule       | 115                          | Obstbaumschule der Gemeinde Altenessen                                                                          | 10. Jan. 1929       | Diese Baumschule wurde mit Beschluss vom 13. Februar 1892 am heutigen Westerdorfplatz eingerichtet und war die zweite ihrer Art. Die erste entstand 1881 am Karlsplatz. Die Straße verbindet die Gladbecker Straße mit der Westerdorfstraße. | In der Baumschule in Altenessen-Süd                          |
| Inselstraße             | 255                          | Lagebezeichnung                                                                                                 | 13. Feb. 1896       | Als 1834 der Linnekenbruch geteilt wurde, wurde eine Parzelle so beschrieben: „...eine im Mühlenbach belegene und von allen Seiten derselben begrenzte Insel.“ Die Straße zweigt nördlich von der Krablerstraße ab. | Inselstraße in Altenessen-Süd                                |
| Kämmereihude            | 250                          | Levenhove, im Besitz der Kämmerei                                                                               | 25. Feb. 1937       | 1834 besaß die Stadt Essen ein 29 Morgen großes Ackerstück, die Levenhove. Da sie keine Sohlstätte hatte, war sie eine tote Hove. Diese Siedlungsstraße zweigt in beiden Richtungen von der Großenbruchstraße ab und liegt parallel zur Koopmanns Hude. | Kämmereihude in Altenessen-Süd                               |
| Karolingerstraße        | 385 (im Stadtteil)           | Geht zurück auf eine Ansiedlung der Karolinger                                                                  | 20. Nov. 1937       | Die Karolingerstraße führt nach Norden weiter zum ehemaligen Hundebrinkhof. 1937 wurde dessen Ursprung in einer amtlichen Begründung auf eine alte Karolingeransiedlung zurückgeführt. |                                                              |
| Kellersohnweg           | 400                          | Name eines Kottens                                                                                              | 11. Dez. 1931       | | Kellersohnweg in Altenessen-Süd                              |
| Kinßfeldtstraße         | 700                          | Hofname | 9. Juli 1915        | Laut Landmatrikel 1668 ist Heinrich Kinßfeld Aufsitzer des 13 Morgen großen Hofes. Die Straße verläuft parallel zum Kaiser-Wilhelm-Park und verbindet den Palmbuschweg mit der Schwarze Straße. | Kinßfeldtstraße in Altenessen-Süd                            |
| Kleine Hammerstraße     | 540 + 130                    | Ehemaliges Hammerwerk Friedrich Kupps                                                                           | 28. Aug. 1927       | Diese Straße führte von den Segerothfriedhöfen zur Stahlschmelze und zum Hammerwerk. Die Straße gehört wie die Nagelstraße, Feilenstraße oder Zangenstraße zur Straßennamengruppe Werkzeuge der Eisenindustie. | Kleine Hammerstraße in Altenessen-Süd                        |
| Kleine Lierfeldstraße   | 130 + 80                     | Kleine Siedlungsstraße an der Lierfeldstraße                                                                    | 1. Juli 2003        | Siedlungsstraße, abgehend von der Lierfeldstraße. |                                                              |
| Kleine Rahmstraße       | 220 (im Stadtteil)           | Flurname: Große Rahm                                                                                            | 16. Dez. 1975       | Die Gemeinheit Große Rahm wurde in den 1830ern aufgelöst und unter den Berechtigten aufgeteilt. Der Verlauf der Rahmstraße wurde durch die Schließung des Bahnübergangs an der Köln-Mindener-Straße unterbrochen. Somit bekam der südliche Teil der Straße einen neuen Namen. Die Straße verläuft an der Grenze zwischen Altenessen-Süd und Stoppenberg und liegt teilweise auf dem Gebiet des benachbarten Stadtteils. |                                                              |
| Kohlbergstraße          | 180                          | Alte Bezeichnung für Zeche oder Bergwerk                                                                        | 9. Juli 1915        | Am 6. Juni 1725 erließ die Stadt Essen die Kohlbergs-Ordnung, die den Bergbau regelte. Die Straße liegt zwischen Backwinkelstraße und Twentmannstraße. |                                                              |
| Koksstraße              | 90                           | Koksgewinnung der Zeche Anna.                                                                                   | 27. Nov. 1903       | Die alte Kokerei wurde 1911 stillgelegt und lag auf der anderen Seite der Anschlussbahn der Zeche Anna. Die Straße ist eine Sackgasse, die von der Inselstraße abzweigt. |                                                              |
| Koopmanns Hude          | 225                          | Die Hude des Hofes Koopmann                                                                                     | 25. Feb. 1937       | Mit Hude bezeichnet man eine Weideberechtigung in der Mark. Der Hof ist ein Unterhof des Viehofs und bereits im Kettenbuch 1332 erwähnt. Maria Catharina Kallenberg löste 1839 die Schulden des 126 Morgen großen Hofes ab und wurde uneingeschränkte Eigentümerin. Diese Siedlungsstraße zweigt in beiden Richtungen von der Großenbruchstraße ab und liegt parallel zur Kämmereihude. | Koopmanns Hude in Altenessen-Süd                             |
| Krablerstraße           | 1330 + 120 (im Stadtteil)    | Emil Krabler (1839–1909), Generaldirektor des Kölner Bergwerk-Vereins                                           | 9. Juli 1915        | Die Straße ist neben der Hövelstraße und der Vogelheimer Straße eine Hauptstraße in Ost-West-Richtung. Die Krablerstraße erstreckt sich von der Altenessener Straße in der Nähe des Bahnhofs Altenessen im Osten bis zur Hafenstraße im Westen. |                                                              |
| Lampferhofstraße        | 255                          | Name eines Kottens                                                                                              | 9. Juli 1915        | Der etwa einen Morgen große Kotten gehörte ursprünglich zum Hof Westerdorf. Die Stichstraße zweigt nördlich von der Stauderstraße ab. |                                                              |
| Laubenhof               | 480                          | Ehemalige Arbeiterkolonie                                                                                       | 12. Nov. 1962       | Während des Ersten Weltkriegs errichtete Krupp hier eine Arbeiterkolonie. Die Notwohnungen lagen um drei Höfe verteilt, die mit Laubengängen verbunden waren. Die Höfe hatten die Bezeichnungen Laufenhof I bis III. Der Laubenhof ist nun ein Industriegebiet, südlich der Krablerstraße. |                                                              |
| Leipoldtstraße          | 110                          | Arnold Philipp Leipoldt (1846–1906), Pfarrer der evangelischen Gemeinde Altenessen                              | 12. Juni 1969       | Die Stichstraße zweigt von der Spindelmannstraße ab und verläuft parallel zum Palmbuschweg. |                                                              |
| Lierfeldstraße          | 785                          | Flurname | 9. Juli 1915        | Im Landmatrikel 1668 wird beschrieben, dass Heinrich Schelbergh „im Leefeld sechß Rüggen schlechten Landts“ besitzt. Die Lierfeldstraße verlängert die Hövelstraße und geht über in die Backwinkelstraße. |                                                              |
| Meinertstraße           | 340                          | Name eines Kottens                                                                                              | 2. Feb. 1959        | 1903 wurden Teile der Ländereien des Kotten Meinert zum damals errichteten Kaiser-Wilhelm-Park. Die Straße liegt parallel zwischen Rahmheide und Kinßfeldtstraße. | Meinertstraße in Altenessen-Süd                              |
| Nagelstraße             | 100                          | Werkzeuge der Eisenindustrie                                                                                    | 26. Jan. 1909       | → Kleine Hammerstraße | Nagelstraße in Altenessen-Süd                                |
| Niegischstraße          | 75                           | Emil Niegisch (1863–1932), Direktor der Zeche Vereinigte Helene & Amalie                                        | 9. Juli 1915        | Die Stichstraße liegt zwischen den Gleisen des Bahnhofs Altenessen und der Hövelstraße. |                                                              |
| Niehusmannskamp         | 280 + 125                    | Flurname, zum Hofe Niehusmann gehöriger Kamp.                                                                   | 2. Dez. 1965        | Die Straße verbindet die Altenessener Straße und die Hundebrinkstraße. | Niehusmannskamp in Altenessen-Süd                            |
| Nienhausenstraße        | 185                          | Johan Aloys Theodor Nienhausen-Eickenscheidt (1756–1815), 2. Bürgermeister von Altenessen/Stoppenberg 1811–1815 | 9. Juli 1915        | Die Straße liegt parallel zur Gladbecker Straße und verbindet die Hövelstraße mit der Radhoffstraße. | Nienhausenstraße in Altenessen-Süd                           |
| Nienkampstraße          | 350                          | Flurname | 9. Juli 1915        | |                                                              |
| Nobermanns Hude         | 290                          | Zum Hof Nobermann gehörendes Weideland (Hude)                                                                   | 25. Feb. 1937       | In Landmatrikel 1668 wird als Aufsitzer des 50 Morgen großen Hofes Noberman genannt. | Nobermanns Hude in Altenessen-Süd                            |
| Nootstraße              | 200                          | Christian Noot (1783–1859), Bürgermeister von Altenessen 1815–1834                                              | 9. Juli 1915        | Noot war von 1824 bis 1834 auch Bürgermeister von Steele. Er wurde von seinem Amt suspendiert, da es ihm nicht gelang den vom Landrat geforderten Ausbau der Altenessener Straße durchzuführen. Die Pläne sahen einen chauseeähnlichen Ausbau vor, die Altenessener Bauern wollten allerdings weder daran mitwirken noch das nötige Geld zahlen. | Nootstraße in Altenessen-Süd                                 |
| Oberholzweg             | 330                          | Name eines Kottens                                                                                              | 2. Juli 1958        | Die Straße verläuft parallel zur Philippstraße und Rahmstraße, dabei verbindet sie die Schwarze Straße mit dem Rahmfeld. | Oberholzweg in Altenessen-Süd                                |
| Palmbuschweg            | 850 + 85                     | Flurname | 25. Feb. 1937       | Die Straße zweigt östlich von der Altenessener Straße ab und führt zur Rahmstraße. | Palmbuschweg in Altenessen-Süd                               |
| Peanstraße              | 160                          | Ernst Péan (1840–1911), 1868–1886 Bürgermeister Altenessen                                                      | 9. Juli 1915        | Liegt parallel zur Nootstraße in der Nähe des Ellernplatzes. | Peanstraße in Altenessen-Süd                                 |
| Philippstraße           | 145 (im Stadtteil)           | Philipp Lochmann (1838–1918)                                                                                    | 23. März 1904       | Philip Lochmann besaß den Lochmannkotten in dieser Straße und saß zur Zeit der Benennung der Straße im Gemeinderat und im Bauausschuss. |                                                              |
| Pielstickerstraße       | 280                          | Theodor Pielsticker (1842–1900), Arzt in Altenessen                                                             | 9. Juli 1915        | Die Pielstickerstraße zweigt westlich von der Altenessener Straße ab und geht auf Höhe der Berne in die Inselstraße über. | Pielstickerstraße in Altenessen-Süd                          |
| Pörtgenweg              | 90                           | Name eines Kottens                                                                                              | 21. Okt. 1938       | Diese Stichstraße zweigt von der Gladbecker Straße ab und liegt am Spindelmannpark. |                                                              |
| Radhoffstraße           | 355                          | Bernhard Radehoff (1762–1819), Bürgermeister von Altenessen 1808–1811                                           | 9. Juli 1915        | | Radhoffstraße in Altenessen-Süd                              |
| Rahmfeld                | 150                          | Flurname | 5. Dez. 1951        | Die Straße verbindet die Rahmstraße mit dem Oberholzweg. | Rahmfeld in Altenessen-Süd                                   |
| Rahmheide               | 310                          | Flurname | 31. Aug. 1949       | Die Gemeinheit Rahmheide (auch Rumheide oder Rauenheide) wurde in den 1830ern unter den Berechtigten aufgeteilt. Die Straße Rahmheide liegt parallel zur Meinertstraße und dem Kellersohnweg in der Nähe der Rahmstraße. | Rahmheide in Altenessen-Süd                                  |
| Rahmstraße              | 980                          | Flurname, Große Rahm                                                                                            | 9. Juli 1915        | Die Gemeinheit Große Rahm wurde in den 1830ern aufgelöst und unter den Berechtigten aufgeteilt. Der Verlauf der Rahmstraße wurde durch die Schließung des Bahnübergangs an der Köln-Mindener-Straße unterbrochen. Somit bekam der südliche Teil der Straße einen neuen Namen. Die Straße verläuft an der Grenze zwischen Altenessen-Süd und Stoppenberg und liegt teilweise auf dem Gebiet des benachbarten Stadtteils. | Rahmstraße in Altenessen-Süd                                 |
| Ramers Kamp             | 135 (im Stadtteil)           | Flurname | 20. Nov. 1937       | Der Ramers Kamp ist größtenteils verkehrsberuhigt und verläuft zwischen dem Oberholzweg (Altenessen) und der Josef-Hoeren-Straße (Stoppenberg). |                                                              |
| Rodemannskamp           | 120                          | Zum Hof Rodemann gehörender Kamp                                                                                | 3. März 1953        | Die Straße verbindet die Rodemannstraße mit der Grünstraße. |                                                              |
| Rodemannstraße          | 380                          | Hof: Rahmann | 9. Juli 1915        | Der Hof Rahmann war ein Behandlungsgut, das zum Oberhof Viehof gehörte. Da es in Dellwig bereits eine Rahmannstraße gab, wählte man in Altenessen die alte Form Rodemann. |                                                              |
| Schlusenkamp            | 320 + 260                    | Flurname | 31. Juli 1952       | Die Flur wurde auch Schlüssenkamp genannt. Die Siedlungsstraße mit zahlreichen Neben- und Verbindungsstraßen ist teilweise verkehrsberuhigt und zweigt nördlich von der Krablerstraße ab. |                                                              |
| Schmemannstraße         | 355                          | Gustav Schmeemann (1833–1888)                                                                                   | 9. Juli 1915        | Schmeemann hatte an dieser Straße eine Eisfabrik und ein Bierlager. Er war Gründer der Brauerei Roß u. Cie. in Dortmund und Repräsentant des Bergwerks Schürbank und Charlottenburg. | Schmemannstraße in Altenessen-Süd                            |
| Schmetzweg              | 80                           | Johann Matthias Schmetz (1846–1911), Bauunternehmer                                                             | 12. Juni 1969       | Er war mehr als 25 Jahre im Gemeinderat Altenessen und war am 4. März 1890 Nachfolger von Emil Krabler als Beigeordneter der Landbürgerei Altenessen. | Schmetzweg in Altenessen-Süd                                 |
| Schollbraukring         | 460                          | Flurname: Im Schollbrauk                                                                                        | 12. Jan. 1972       | |                                                              |
| Schonnefeldstraße       | 760 + 220                    | Hofname: Große- und Kleine-Schonnefeld                                                                          | 9. Juli 1915        | Die Straße liegt zwischen der Altenessener Straße und der Gladbecker Straße. |                                                              |
| Schwarze Straße         | 730                          | Umgangssprachlich für dreckige Straße                                                                           | 13. Feb. 1896       | Die Schwarze Straße zweigt südlich von der Stauderstraße ab, verläuft an der Straße An St. Hedwig vorbei und mündet in die Philippstraße. |                                                              |
| Seumannstraße           | 820 + 120                    | Hofname | 9. Juli 1915        | Benannt nach dem Hof Seumann (Seunemann), laut Landmatrikel 1668 ist Aufsitzer des 46 Morgen großen Hofes Johann Sewmann. 1841 war der Hof bereits 93 Morgen groß und gehörte der Münsterkirchenfabrik. Er lag an der heutigen Hundebrinkstraße. | Seumannstraße in Altenessen-Süd                              |
| Spindelmannstraße       | 180                          | Johann Heinrich Spindelmann (1878–1927), Kaufmann                                                               | 15. Apr. 1969       | Spindelmann ist in einem Waisenhaus in Altenessen aufgewachsen und kam als Importkaufmann zu Vermögen. Seinen Nachlass vermachte er der Stadt Essen mit der Auflage sein Vermögen in die Heinrich-Spindelmann-Stiftung zu überführen. Diese Stiftung unterstützt heute noch Waisen und andere Kinder, deren Mütter bei der Geburt in der ehemaligen Bürgermeisterei Altenessen gewohnt haben bei der Verbesserung der Lebensbedingungen sowie der schulischen und beruflichen Unterstützung. Ihm wurde in Altenessen-Süd der Spindelmannpark gewidmet. |                                                              |
| Sponheuerstraße         | 360                          | Kotten Sponheuer                                                                                                | 12. Jan. 1972       | Die Siedlungsstraße geht von der Schlackenstraße ab und ist eine Sackgasse. |                                                              |
| Stadtfeld               | 170                          | Flurname, 1394 urkundlich erwähnt                                                                               | 9. Juli 1915        | |                                                              |
| Stankeitstraße          | 620                          | Theodor Stankeit (1848–1927)                                                                                    | 7. Dez. 1911        | Letzter Bürgermeister der Gemeinde Altenessen 1886–1915. Die Benennung der Straße erfolge anlässlich des 25. Dienstjubiläums. Die Straße wurde am 9. Juli 1915 verlegt. Sie zweigt von der Altenessener Straße ab und verläuft am Kaiser-Wilhelm-Park vorbei. Auf Höhe der Waisenstraße ist sie baulich für den Verkehr gesperrt. Im weiteren Verlauf hinter der Sperrung mündet sie in die Stauderstraße. | Stankeitstraße in Altenessen-Süd                             |
| Stauderstraße           | 1000 + 110 (im Stadtteil)    | Privatbrauerei Jacob Stauder                                                                                    | 29. Nov. 1967       | Die Benennung der Straße erfolge anlässlich des 100-jährigen Bestehens der Brauerei. Die Stauderstraße zweigt östlich von der Wilhelm-Nieswandt-Allee ab und verläuft als Landesstraße 64 in den Nachbarstadtteil Katernberg. |                                                              |
| Tenderweg               | 230                          | Stahlindustrie                                                                                                  | 29. Okt. 1996       | Ein Tender war bei Dampflokomotiven die Aufbewahrung für die Kohle. Die Straße liegt im 1997 neu errichteten M1 Gewerbepark, auf dessen Gelände früher die M1 Maschinenbauhalle der Lokomotiv- und Waggonbaufabrik Krupp stand. Dort wurden auch Dampflokomotiven gebaut und instand gesetzt. Der Tenderweg, Zur Schmiede und Gießereiweg bilden die inneren Straßen des Gewerbeparks. | Tenderweg in Altenessen-Süd                                  |
| Tiefenbruchstraße       | 240                          | Flurname | 3. Feb. 1892        | Diese Sackgasse am Kaiser-Wilhelm-Park zweigt vom Palmbuschweg ab. |                                                              |
| Twentmannstraße         | 910 (im Stadtteil)           | Gut Twentmann (zum Oberhof Viehof gehörend)                                                                     | 9. Juli 1915        | Die Straße wurde am 20. November 1937 verlegt. Die Straße führt von der Lierfeldstraße im Norden am Helenenpark vorbei und mündet in die Grabenstraße (Essen-Stoppenberg). Mit der Kleine Rahmstraße bildet die Twentmannstraße die Grenze zwischen Altenessen-Süd und Stoppenberg. |                                                              |
| Unsuhrstraße            | 290                          | Flurname | 20. Nov. 1937       | Die Unsuhrstraße übernimmt den Verlauf der Landesstraße 4488 von der Altenessener Straße im Norden, die ab dort parallel als normale Straße fortgesetzt wird. Wenig später mündet die Unsuhrstraße in die Karolingerstraße. |                                                              |
| Vogelheimer Straße      | 360 (im Stadtteil)           | Bauerschaft Vogelheim                                                                                           | 15. Jan. 1936       | Die aktuelle Vogelheimer Straße setzt sich aus mehreren ehemaligen Straßen zusammen (→ Langenhorster Straße). Die Bauerschaft Vogelheim war bis zur Errichtung des Rhein-Herne-Kanals überwiegend ländlich geprägt. Der Freiherr von Schell war hier einflussreich. Ihm gehörte das Haus Heck sowie der Hof Schulte Vogelheim, der bereits 1380 beurkundet wurde. |                                                              |
| Vosselerweg             | 190                          | Flurname | 25. Juni 1963       | Diese Siedlungsstraße geht nördlich von der Bäuminghausstraße ab und ist eine Sackgasse. |                                                              |
| Waisenstraße            | 390                          | Ehemaliges Waisenhaus der Bürgermeisterei Altenessen                                                            | 13. Feb. 1896       | Die Straße liegt zwischen Stauderstraße und der Nienkampstraße und ist an der Kreuzung mit der Stankeitstraße baulich für den Verkehr gesperrt. |                                                              |
| Weigelwerkstraße        | 340                          | Firma Weigelwerk AG                                                                                             | 20. Mai 1964        | Gegründet von Karl Weigel im Jahr 1830, entwickelte sich aus der ursprünglichen Kupferschmiede ein Unternehmen für Brauereimaschinen. Nach der Vertreibung aus Schlesien siedelte sich die Firma zunächst auf dem Kruppgelände an. 1963 errichteten sie schließlich auf dem Laubenhofgelände eine Fabrikanlage. 1974 wurde die Firma aufgelöst. | Weigelwerkstraße in Altenessen-Süd                           |
| Westerdorfplatz         | 165 (Straße) 60 × 50 (Platz) | Name einer Höfegruppe                                                                                           | 9. Juli 1915        | Die Straße zwischen Bäuminghausstraße und Westerdorfstraße umgibt den Westerdorfplatz. | Westerdorfplatz in Altenessen-Süd                            |
| Westerdorfstraße        | 295                          | Name einer Höfegruppe                                                                                           | 9. Juli 1915        | Die Straße verläuft parallel zur Ellernstraße vom Westerdorfplatz zum Ellernplatz. | Westerdorfstraße in Altenessen-Süd                           |
| Wickingstraße           | 350                          | Firma Westfälische Kalk-Industrie A. Wicking & Co.                                                              | 9. Juli 1915        | Die Wickingstraße verbindet die Gladbecker Straße mit der Krablerstraße. |                                                              |
| Wildpferdehut           | 235                          | Wildpferde der Viehofer Mark                                                                                    | 20. März 1903       | Das Grundwort „Hut“ bedeutet Forstrevier. → Wildbannstraße |                                                              |
| Wilhelm-Nieswandt-Allee | 350 (in Altenessen-Süd)      | Wilhelm Nieswandt, SPD-Politiker                                                                                | 22. Nov. 1990       | Wilhelm Nieswandt (1898–1978) war 1932/33 sowie von 1946 bis 1969 Ratsmitglied der Stadt Essen und von 1956 bis 1969 Oberbürgermeister. Von 1946 bis 1970 gehörte er dem Nordrhein-Westfälischen Landtag an. Während die Altenessener Straße ab der Neuessener Straße im Norden bis zur Stauderstraße im Süden den Verlauf der Landesstraße L 448 verlässt, übernimmt die Landesstraße den Namen Wilhelm-Nieswandt-Allee. Die Straße verläuft durch Altenessen-Nord und -Süd. |                                                              |
| Zangenstraße            | 180                          | Werkzeuge der Eisenindustrie                                                                                    | 26. Nov. 1909       | → Kleine Hammerstraße | Zangenstraße in Altenessen-Süd                               |
| Zum Wolbeckshof         | 220                          | Kotten Wolbeck                                                                                                  | 23. Aug. 1988       | → Wolbeckstraße |                                                              |
| Zur Nieden              | 275                          | Wilhelm zur Nieden (1870–1948), Maschinenbauunternehmer                                                         | 15. Juli 1954       | Die Straße verbindet die Weigelwerkstraße mit der Krablerstraße und verläuft parallel zur Gladbecker Straße. |                                                              |
| Zur Schmiede            | 190                          | Stahlindustrie                                                                                                  | 29. Okt. 1996       | Die Straße liegt im 1997 neu errichteten M1 Gewerbepark, auf dessen Gelände früher die M1 Maschinenbauhalle der Lokomotiv- und Waggonbaufabrik Krupp stand. Der Tenderweg, Zur Schmiede und Gießereiweg bilden die inneren Straßen des Gewerbeparks. |                                                              |

### Liste ehemaliger Straßennamen in Altenessen-Nord
Die Liste ehemaliger Straßennamen erhebt keinen Anspruch auf Vollständigkeit.
| Name                 | von           | bis           | umbenannt in (aktuell) | Herleitung                         | Bemerkungen |
| -------------------- | ------------- | ------------- | ---------------------- | ---------------------------------- | --- |
| Ackerstraße          |               | 9. Juli 1915  | → Bischoffstraße       |                                    | |
| Am Bolsterbaum       | 9. Juli 1915  | 12. Jan. 1934 | → Imkerweg             |                                    | Der aktuelle Verlauf des Imkerwegs ergab sich 1934 durch Verlegung und Zusammenlegung der Emscherstraße und Bosterbaum (ehem. Grenzstraße). |
| Bachstraße           | 13. Feb. 1896 | 9. Juli 1915  | → Musebrink            |                                    | |
| Bahnstraße           | vor 1900      | 9. Juli 1915  | → Bischoffstraße       |                                    | |
| Bergmannstraße       |               | 9. Juli 1915  | → Wüllnerskamp         |                                    | Bis in die 1940er lag hier der Bahnhof Altenessen |
| Bergstraße           | 27. Nov. 1903 | 9. Juli 1915  | → Strünksweg           |                                    | |
| Berne Straße         | 30. Apr. 1891 | 15. Jan. 1936 | → Vogelheimer Straße   |                                    | Im Gebiet von Essen-Vogelheim, siehe Langenhorster Straße |
| Bolsterbaum          | 12. Jan. 1934 | 5. Juni 1905  | → Imkerweg             |                                    | |
| Bückmannstraße       |               | 16. Okt. 1916 | → Bückmannshof         |                                    | |
| Brückstraße          | 10. Feb. 1899 | 9. Juli 1915  | → Hegerkamp            |                                    | |
| Dammstraße           | 13. Feb. 1896 | 8. Mai 1933   | → Winkhausstraße       |                                    | |
| Emscherstraße        | 29. März 1892 | 12. Jan. 1934 | → Imkerweg             |                                    | |
| Essen-Horster-Straße |               | 9. Juli 1915  | → Altenessener Straße  |                                    | Siehe Viehofer Chaussee |
| Feldstraße           | 13. Feb. 1896 | 9. Juli 1915  | → Tiefbaustraße        |                                    | |
| Fräserstraße         | vor 1889      | 27. Nov. 1903 | → Gladbecker Straße    | Bezeichnung aus der Kohleförderung | Die heutige Gladbecker Straße setzt sich zusammen aus mehreren alten Straßen: Fräserstraße, Unionstraße, Schlefhofstraße und Feldmannstraße sind die größten davon. Da sich die aktuelle Gladbecker Straße durch mehrere Stadtteile zieht, liegen nur wenige davon auf dem aktuellen Gebiet des Stadtteils Altenessen. Den aktuellen Verlauf erhielt die Gladbecker Straße erst 1927 durch Verlegung, Ausbau und Zusammenlegung mehrerer Straßen. Im Stadtteil Altenessen-Nord wurde dafür größtenteils ausgebaut, da im Stadtteil dort vorher keine Straßen lagen. |
| Friedhofstraße       | 27. Nov. 1903 | 9. Juli 1915  | → Brockhoffstraße      |                                    | |
| Friedrichstraße      | 13. Feb. 1896 | 9. Juli 1915  | → Böhmerheide          |                                    | |
| Glückaufstraße       |               | 25. Feb. 1937 | → Holtkämperheide      | Bezeichnung aus der Kohleförderung | |
| Grenzstraße          | 13. Feb. 1896 | 9. Juli 1915  | → Imkerweg             |                                    | |
| Grenzstraße          | vor 1910      | 20. Nov. 1937 | → Lattenkamp           |                                    | Diese Grenzstraße lag damals auf dem Gebiet des Stadtteils Katernberg und unterscheidet sich von der ehemaligen Grenzstraße (jetzt Imkerweg) |
| Hedwigstraße         | 27. Nov. 1903 | 9. Juli 1915  | → Steigerstraße        |                                    | |
| Heinrichstraße       |               | 9. Juli 1915  | → Hohendahlstraße      |                                    | |
| Hiberniastraße       | 22. Jan. 1907 | 5. Juni 1905  |                        |                                    | Die Hiberniastraße wurde gestrichen. Dort verläuft nun ein Grünweg. |
| Hofstraße            | 13. Feb. 1896 | 9. Juli 1915  | → Fahrhauerstraße      |                                    | |
| Holzschragen         | 13. Juni 1932 | 17. Dez. 1963 | → Hossemsgarten        |                                    | Teile der Straße Holzschragen wurden Hossemsgarten zugeteilt |
| Horster Straße       | 17. Sep. 1895 | 13. Feb. 1896 | → Emscherstraße        |                                    | Die heutige Emscherstraße entstand durch ihre Verlegung am 27. November 1933 |
| Hospitalstraße       | 13. Feb. 1896 | 12. Feb. 1931 | → Mevissenstraße       |                                    | |
| Jägerstraße          | 27. Nov. 1903 | 9. Juli 1915  | → Wildbannstraße       |                                    | |
| Kirchstraße          | 20. Juli 1875 | 9. Juli 1915  | → Johanniskirchstraße  |                                    | |
| Kleine Straße        | 13. Feb. 1896 | 9. Juli 1915  | → Bürgerstraße         |                                    | |
| Knappenstraße        |               | 9. Juli 1915  | → Herrenbank           |                                    | |
| Koopmannstraße       | 9. Juli 1915  | 9. Aug. 1927  | → Gladbecker Straße    |                                    | Siehe Fräserstraße |
| Kurze Straße         | 13. Feb. 1896 | 9. Juli 1915  | → Querschlagstraße     |                                    | |
| Langenhorster Straße | 9. Juli 1915  | 15. Jan. 1936 | → Vogelheimer Straße   |                                    | Vor der Gebietsreform 1915 hieß die Langenhorster Straße bereits Vogelheimer Straße. 1936 schließlich wurden die Berne Straße (Essen-Vogelheim) und die Langenhorster Straße (Altenessen) zur aktuellen Vogelheimer Straße zusammen gelegt. |
| Lazarettstraße       | 13. Feb. 1896 | 9. Juli 1915  | → Teilungsweg          |                                    | |
| Lindenstraße         |               | 9. Juli 1915  | → Kolpingstraße        |                                    | |
| Markenstraße         | 13. Feb. 1896 | 9. Juli 1915  | → Rahmdörne            |                                    | |
| Mauerstraße          | 13. Feb. 1896 | 9. Juli 1915  | → Im Erlenbruch        |                                    | |
| Neue Straße          | 27. Nov. 1903 | 9. Juli 1915  | → Hauerstraße          |                                    | |
| Nordstraße           | 17. Sep. 1895 | 22. Jan. 1907 | → Hiberniastraße       |                                    | |
| Schlepperstraße      | 9. Juli 1915  | 18. Feb. 1916 | → Herrenbank           | Bezeichnung aus der Kohleförderung | Die Umbenennung der ehemaligen Knappenstraße während der Gebietsreform 1915 zu Schlepperstraße traf auf wenig Zustimmung bei Bürgern und Anwohnern aufgrund des doppeldeutigen Begriffs. Als Schlepper waren eigentlich Bergleute gemeint und nicht Helfer im Kontext illegaler Migration. |
| Schulstraße          | 29. März 1892 | 25. Feb. 1937 | → Leseband             |                                    | |
| Schützenstraße       | 13. Feb. 1896 | 9. Juli 1915  | → Thiesstraße          |                                    | |
| Schwarzbachstraße    |               | 13. Juni 1932 | → Holzschragen         |                                    | |
| Steinstraße          | 27. Nov. 1903 | 9. Juli 1915  | → I. Schichtstraße     |                                    | |
| Straßburger Straße   |               | 9. Juli 1915  | → II. Schnieringstraße |                                    | |
| Theodorstraße        | 27. Nov. 1903 | 9. Juli 1915  | → II. Schichtstraße    |                                    | |
| Tunnelstraße         |               | vor 1889      | → Gladbecker Straße    |                                    | Siehe Fräserstraße |
| Unionstraße          | 27. Nov. 1903 | 9. Aug. 1927  | → Gladbecker Straße    |                                    | Siehe Fräserstraße |
| Viehofer Chaussee    |               | 7. Aug. 1908  | → Altenessener Straße  | Viehofer Mark, Flurname            | Die heutige Altenessener Straße setzt sich aus der ehemaligen Viehofer Chaussee und der Essen-Horster-Straße zusammen. Seit der Verlegung am 9. Juli 1915 hat die Altenessener Straße ihren aktuellen Verlauf. |
| Voßstraße            | 27. Nov. 1903 | 9. Juli 1915  | → Wolbeckstraße        |                                    | |
| Weißenburger Straße  |               | 9. Juli 1915  | → I. Schnieringstraße  |                                    | |
| Weststraße           | 19. Juli 1901 | 9. Juli 1915  | → Gewerkenstraße       |                                    | Die heutige Gewerkenstraße entstand durch ihre Verlegung am 26. Mai 1939 |
| Wilhelmstraße        | 24. März 1893 | 18. Feb. 1916 | → Röttgersbank         |                                    | |

### Liste ehemaliger Straßennamen in Altenessen-Süd
Die Liste ehemaliger Straßennamen erhebt keinen Anspruch auf Vollständigkeit.
| Name                          | von           | bis           | umbenannt in (aktuell)                          | Herleitung              | Bemerkungen |
| ----------------------------- | ------------- | ------------- | ----------------------------------------------- | ----------------------- | --- |
| Albertstraße                  | 11. Mai 1906  | 9. Juli 1915  | → De-Wolff-Straße                               |                         | |
| Allertstraße                  | 11. Mai 1906  | 9. Juli 1915  | → Ellernstraße                                  |                         | Das Ellern-Gut (später Allerthof) war ein Lehnsgut |
| Altenessener Straße           | 29. März 1892 | 13. Feb. 1896 | → Stoppenberger Straße (aktuell: Seumannstraße) |                         | |
| Altenessener Straße (Borbeck) | 30. Apr. 1891 | 9. Juli 1915  | → Krablerstraße                                 |                         | |
| Annastraße                    | 20. Juli 1875 | 9. Juli 1915  | → Krablerstraße                                 |                         | |
| Bernestraße                   | 13. Feb. 1896 | 9. Juli 1915  | → Schonnefeldstraße                             |                         | |
| Bertastraße                   | 11. Mai 1906  | 9. Juli 1915  | → Niegischstraße                                |                         | |
| Bismarckstraße                | 27. Nov. 1903 | 9. Juli 1915  | → Nienkampstraße                                |                         | |
| Bogenstraße                   | 13. Feb. 1896 | 9. Juli 1915  | → Am Schlagbaum                                 |                         | |
| Borbecker Straße              | 20. Juli 1875 | 9. Juli 1915  | → Hövelstraße                                   |                         | |
| Brauerstraße                  | 5. Mai 1908   | 9. Juli 1915  | → Rahmstraße                                    |                         | |
| Bruckmannstraße               | vor 1875      | 29. Nov. 1967 | → Stauderstraße                                 |                         | |
| Bückmannstraße                |               | 16. Okt. 1916 | → Bückmannshof                                  |                         | |
| Elisabethstraße               | 19. Juli 1901 | 9. Juli 1915  | → Peanstraße                                    |                         | |
| Essen-Horster-Straße          |               | 9. Juli 1915  | → Altenessener Straße                           |                         | Siehe Viehofer Chaussee |
| Franzstraße                   | 10. Feb. 1899 | 9. Juli 1915  | → Schmemannstraße                               |                         | |
| Fräserstraße                  | vor 1889      | 27. Nov. 1903 | → Gladbecker Straße                             |                         | Die heutige Gladbecker Straße setzt sich zusammen aus mehreren alten Straßen: Fräserstraße, Unionstraße, Schlefhofstraße und Feldmannstraße sind die größten davon. Da sich die aktuelle Gladbecker Straße durch mehrere Stadtteile zieht, liegen nur wenige davon auf dem aktuellen Gebiet des Stadtteils Altenessen. Den aktuellen Verlauf erhielt die Gladbecker Straße erst 1927 durch Verlegung, Ausbau und Zusammenlegung mehrerer Straßen. Im Stadtteil Altenessen-Nord wurde dafür größtenteils ausgebaut, da im Stadtteil dort vorher keine Straßen lagen. |
| Freilandestraße               | 9. Juli 1915  | 20. Mai 1964  | → Weigelwerkstraße                              |                         | |
| Georgstraße                   | 13. Feb. 1896 | 9. Juli 1915  | → Am Kreuz                                      |                         | |
| Gertrudstraße                 |               | 9. Juli 1915  | → Pielstickerstraße                             |                         | |
| Hammerstraße                  | 20. Juli 1875 | 28. Aug. 1927 | → Kleine Hammerstraße                           |                         | |
| Horster Straße                | 17. Jan. 1868 | 20. Nov. 1937 | → Karolingerstraße                              |                         | |
| Horster Straße (teilweise)    | 17. Jan. 1868 | 20. Nov. 1937 | → Unsuhrstraße                                  |                         | |
| Hügelstraße                   | 13. Feb. 1896 | 9. Juli 1915  | → Backwinkelstraße                              |                         | |
| Hundebrinkstraße              | 13. Feb. 1896 | 20. Nov. 1937 | → Karolingerstraße                              |                         | |
| Jakobstraße                   |               | 9. Juli 1915  | → Nienhausenstraße                              |                         | |
| Josephstraße                  | 19. Juli 1901 | 9. Juli 1915  | → Westerdorfstraße                              |                         | |
| Kalkstraße                    | 23. Aug. 1900 | 9. Juli 1915  | → Wickingstraße                                 |                         | |
| Karlstraße                    | 29. März 1892 | 20. Nov. 1937 | → Ramerskamp                                    |                         | |
| Katernberger Straße           | 13. Feb. 1896 | 25. Feb. 1937 | → Palmbuschweg                                  |                         | |
| Kleine Hammerstraße           | 18. März 1898 | 28. Aug. 1927 | → Bamlerstraße                                  |                         | Die Kleine Hammerstraße erstreckte sich damals von der Segerothstraße (jetzt Bottroper Straße) bis zur Unionstraße (jetzt Gladbecker Straße) und kreuzte dabei die Hammer Straße (jetzt Kleine Hammerstraße). 1927 wurde sie umbenannt in Bamlerstraße, am 16. April 2013 schließlich umbenannt in Berthold-Beitz-Boulevard. |
| Kniestraße                    | 13. Feb. 1896 | 9. Juli 1915  | → Im Schollbrauk                                |                         | |
| Koopmannstraße                | 9. Juli 1915  | 9. Aug. 1927  | → Gladbecker Straße                             |                         | Siehe Fräserstraße |
| Kopfstraße                    | 13. Feb. 1896 | 9. Juli 1915  | → Kohlbergstraße                                |                         | |
| Kreuzstraße                   | 13. Feb. 1896 | 9. Juli 1915  | → Halbachstraße                                 |                         | |
| Lambertstraße                 | 26. Feb. 1907 | 9. Juli 1915  | → Niegischstraße                                |                         | |
| Lessingstraße                 | 11. Mai 1906  | 9. Juli 1915  | → Graitengraben                                 |                         | |
| I. Levenhove                  | 9. Juli 1915  | 25. Feb. 1937 | → Kämmereihude                                  |                         | |
| II. Levenhove                 | 9. Juli 1915  | 25. Feb. 1937 | → Koopmanns Hude                                |                         | |
| III. Levenhove                | 9. Juli 1915  | 25. Feb. 1937 | → Nobermanns Hude                               |                         | |
| Louisenstraße                 | 19. Juli 1901 | 9. Juli 1915  | → Nootstraße                                    |                         | |
| Luisenplatz                   | 27. Nov. 1903 | 9. Juli 1915  | → Westerdorfplatz                               |                         | |
| Marienstraße                  | 27. Nov. 1903 | 9. Juli 1915  | → Rodemannstraße                                |                         | |
| Märkische Straße              | 27. Nov. 1903 | 9. Juli 1915  | → Kinßfeldtstraße                               |                         | |
| Mittelstraße                  | 13. Feb. 1896 | 9. Juli 1915  | → Lampferhorststraße                            |                         | |
| Moltkestraße                  | 27. Nov. 1903 | 7. Dez. 1911  | → Stankeitstraße                                |                         | |
| Oststraße                     |               | 3. Feb. 1904  | → Fundlandstraße                                |                         | |
| Oststraße                     | 13. Feb. 1896 | 9. Juli 1915  | → Rahmstraße                                    |                         | |
| Paradiesstraße                | 13. Feb. 1896 | 11. März 1898 | → Hülsenbruchstraße                             |                         | |
| Parallelstraße                | 13. Feb. 1896 | 9. Juli 1915  | → Freilandestraße (aktuell: Weigelwerkstraße)   |                         | |
| Rahmstraße                    | 13. Feb. 1896 | 16. Dez. 1975 | → Kleine Rahmstraße                             |                         | |
| Schlackenring                 | 21. Jan. 1970 | 12. Jan. 1972 | → Sponheuerstraße                               |                         | |
| Schulstraße                   | 13. Feb. 1896 | 9. Juli 1915  | → Stadtfeld                                     |                         | |
| Segerothstraße                | vor 1880      | 9. Juli 1915  | → Bäuminghausstraße                             | Flurname                | Segeroth war die städtische Weide |
| Stoppenberger Straße          | 13. Feb. 1896 | 9. Juli 1915  | → Seumannstraße                                 |                         | |
| Südstraße                     | 13. Feb. 1896 | 9. Juli 1915  | → Ellernstraße                                  |                         | |
| Tunnelstraße                  |               | vor 1889      | → Gladbecker Straße                             |                         | Siehe Fräserstraße |
| Unionstraße                   | 27. Nov. 1903 | 9. Aug. 1927  | → Gladbecker Straße                             |                         | Siehe Fräserstraße |
| Vereinsstraße                 | 10. Feb. 1896 | 9. Juli 1915  | → Radhoffstraße                                 |                         | |
| Viehofer Chaussee             |               | 7. Aug. 1908  | → Altenessener Straße                           | Viehofer Mark, Flurname | Die heutige Altenessener Straße setzt sich aus der ehemaligen Viehofer Chaussee und der Essen-Horster-Straße zusammen. Seit der Verlegung am 9. Juli 1915 hat die Altenessener Straße ihren aktuellen Verlauf. |
| I. Ziegelstraße               | 3. Dez. 1896  | 9. Juli 1915  | → III. Levenhove (aktuell: Nobermanns Hude)     |                         | |
| II. Ziegelstraße              | 13. Feb. 1896 | 9. Juli 1915  | → II. Levenhove (aktuell: Koopmanns Hude)       |                         | |
| III. Ziegelstraße             | 13. Feb. 1896 | 25. Feb. 1937 | → Kämmereihude                                  |                         | |